# Helen Varcoe
Helen Varcoe   (Croydon, 18 de febrer de 1907 - Truro, 7 de maig de 1995) va ser una nedadora anglesa que va competir durant la dècada de 1930.
El 1932 va prendre part en els Jocs Olímpics de Los Angeles, on guanyà la medalla de bronze en la prova dels 4x100 metres lliures del programa de natació. Va compartir equip amb Margaret Cooper, Elizabeth Davies i Edna Hughes.